# Sam Willoughby
Pour les articles homonymes, voir Willoughby.
Sam Willoughby (né le 15 août 1991 à Adélaïde, Australie) est un coureur cycliste australien, spécialiste du bicycle motocross (BMX).

## Biographie
En mai 2012, il devient champion du monde à Birmingham, Angleterre. 
Il est sélectionné pour représenter l'Australie aux Jeux olympiques d'été de 2012. Il participe à l'épreuve de BMX. Lors de la manche de répartition (time-trial), il réalise le 6e temps. En quarts de finale, il termine troisième de sa série et se qualifie pour les demi-finales. Lors de celles-ci disputées sur trois courses, il termine successivement 1er, 1er et 3e des manches et se classe premier au général de sa série. Il dispute la finale, où il prend la deuxième place et remporte la médaille d'argent.
En août 2016, il prend la sixième place des  Jeux olympiques de Rio. Trois semaines plus tard, il est victime d'une grave chute à l'entrainement. L'impact violent l'a initialement laissé paralysé depuis le bas de sa poitrine. Il a subi des fractures aux vertèbres qui compriment sévèrement sa moelle épinière. En septembre 2017, il fait savoir que son état s'améliore constamment en rééducation, tout en acceptant le fait que sa carrière est terminée. Il se concentre sur son mariage avec Alise Post, qui a lieu le 31 décembre 2017.

## Palmarès en BMX

### Jeux olympiques
- Londres 2012
  -  Médaillé d'argent du BMX
- Rio 2016
  - 6e du BMX

### Championnats du monde
- 2008
  -  Champion du monde de BMX juniors
- 2009
  -  Champion du monde de BMX juniors
- 2010
  - 7e du championnat du monde de BMX
- 2011
  - 4e du championnat du monde de BMX
- 2012
  -  Champion du monde de BMX
- 2014
  -  Champion du monde de BMX
  -  Champion du monde du contre-la-montre de BMX
- 2016
  -  Médaillé de bronze du contre-la-montre de BMX

### Coupe du monde
- 2008 : 27e
- 2009 : 1er, vainqueur des manches de Pietermaritzburg et de Fréjus
- 2010 : 2e, vainqueur de la manche de Madrid
- 2011 : 6e
- 2012 : 1er
- 2013 : 8e, vainqueur de la manche de Chula Vista
- 2014 : 9e, vainqueur des manches de Papendal et Chula Vista
- 2015 : 6e
- 2016 : 26e

### Championnats d'Australie
- 2011
  -  Champion d'Australie de BMX
- 2014
  -  Champion d'Australie de BMX